# Bahaitempel Santiago

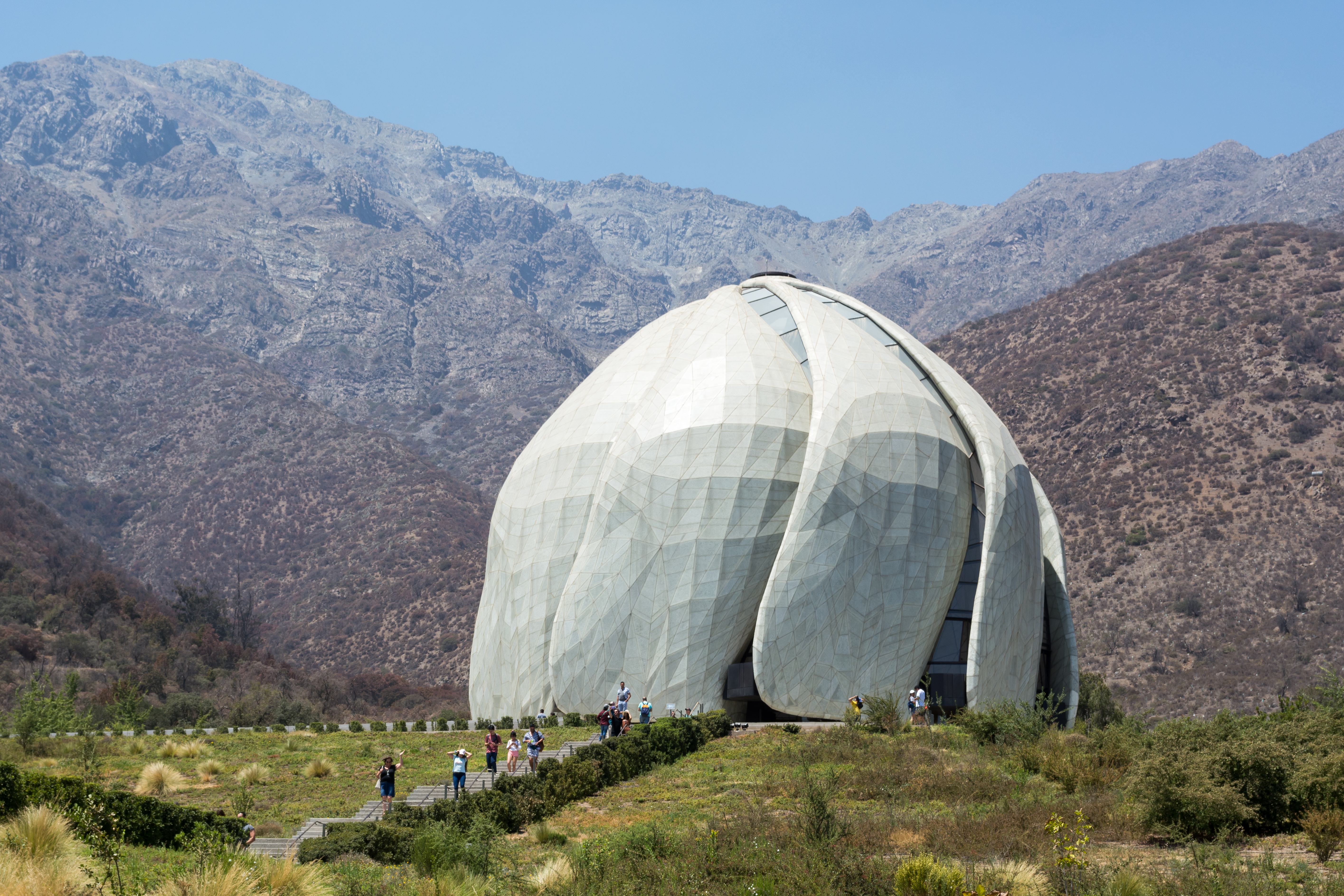
Bahaitempel Santiago (2020)

Der Bahaitempel von Santiago ist ein chilenischer Bahaitempel in der Gemeinde Peñalolén in Santiago de Chile. Der Tempel wurde am 13. Oktober 2016 eingeweiht, er war der erste Tempel dieser Religion in Südamerika und ist einer der beiden derzeit existierenden, neben dem Tempel in Kolumbien. Aufgrund seiner Lage als ruhiger Ort am Fuße der Anden erfreut sich dieser Standort großer Beliebtheit als Touristenattraktion der Hauptstadt Chiles.

## Geschichte
In den 1940er Jahren kam Marcia Stewart Atwater, die erste Anhängerin des Bahá'í-Glaubens, die die Lehren Bahāʾullāhs in die Praxis dort umsetzte, nach Chile. Sie besuchte mehrere Städte in Chile mit dem Ziel, die lokale Bevölkerung von ihrem Glauben zu überzeugen. Diese Mission führte im Jahr 1943 zur Gründung des ersten örtlichen Geistigen Rates der Bahá'í in Chile. In jener Zeit bildeten sich bereits kleine Bahá'í-Gemeinden in Santiago, Valparaíso, Valdivia und Punta Arenas.
2002 rief das Universale Haus der Gerechtigkeit zum Bau des ersten Bahai-Tempels Südamerikas in Chile auf, ganz im Einklang mit einer Entscheidung von Shoghi Effendi aus dem Jahr 1953, der sich Chile bereits als erstes Land in dieser Region des amerikanischen Kontinents vorgestellt hatte, um einen Bahaitempel zu beherbergen. Nach eingehender Evaluation und Analyse zahlreicher Beiträge im Rahmen eines internationalen Wettbewerbs ging das Projekt von Siamak Hariri aus dem Architekturbüro Hariri Pontarini Architects in Toronto, Kanada, als Sieger hervor. Nach sechsjähriger Bauzeit wurde der Tempel am 19. Oktober 2016 von der Bahai-Gemeinde  Santiagos als „Haus der Andacht Südamerikas“ eingeweiht.

## Architektur
Wie alle Bahai-Tempel der Welt ist der Santiago-Bahaitempel kreisförmig und neunseitig. Die äußeren Wände des Tempels sind aus transparentem Marmor und miteinander verbundenen Glasplatten gestaltet, die eine Blume mit neun Blütenblättern darstellen. Die innere Struktur besteht aus Stahl und dient der Unterstützung sowohl der Innen- als auch der Außenkonstruktion.

## Galerie

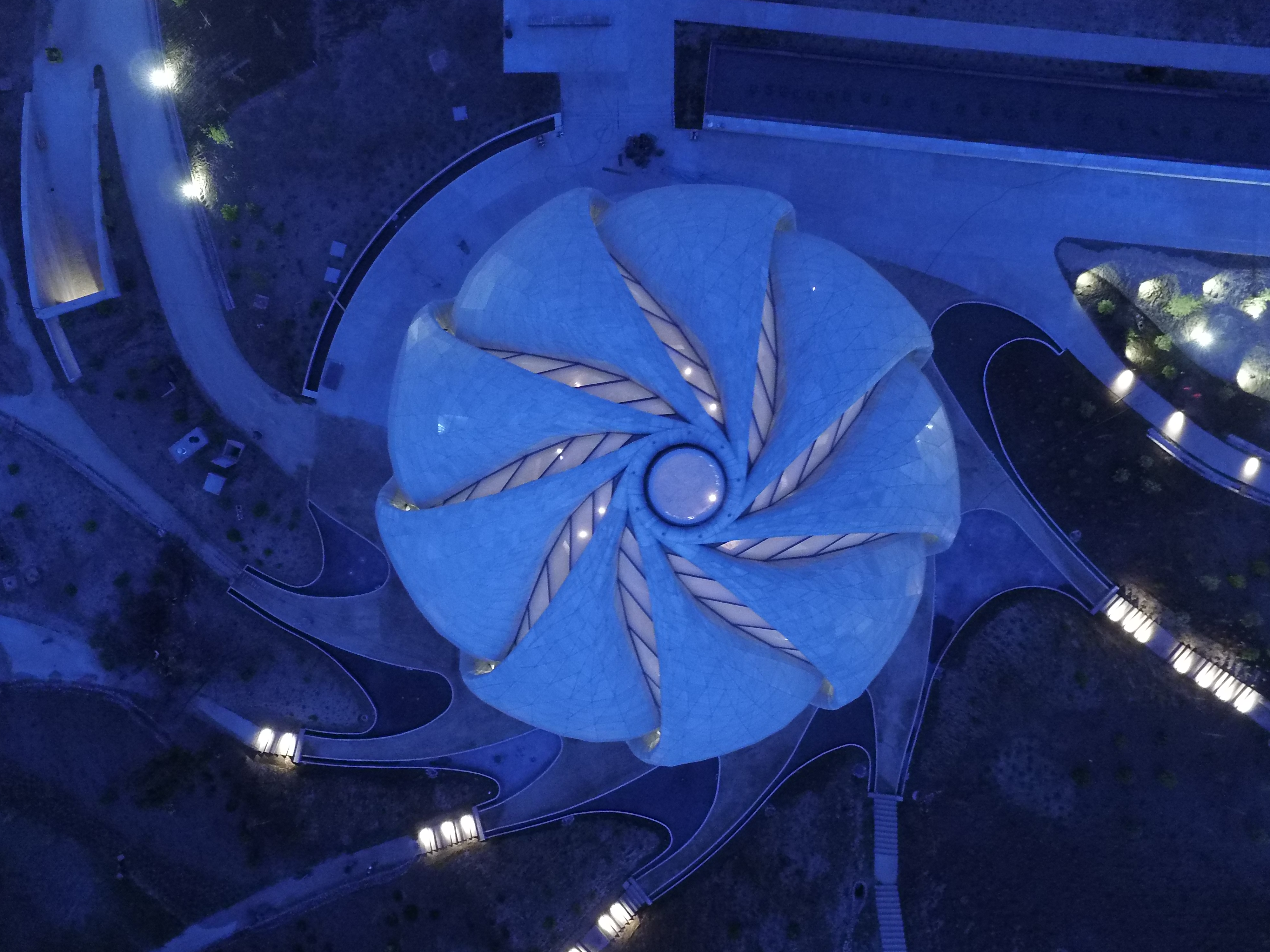
Ansicht von oben bei Nacht
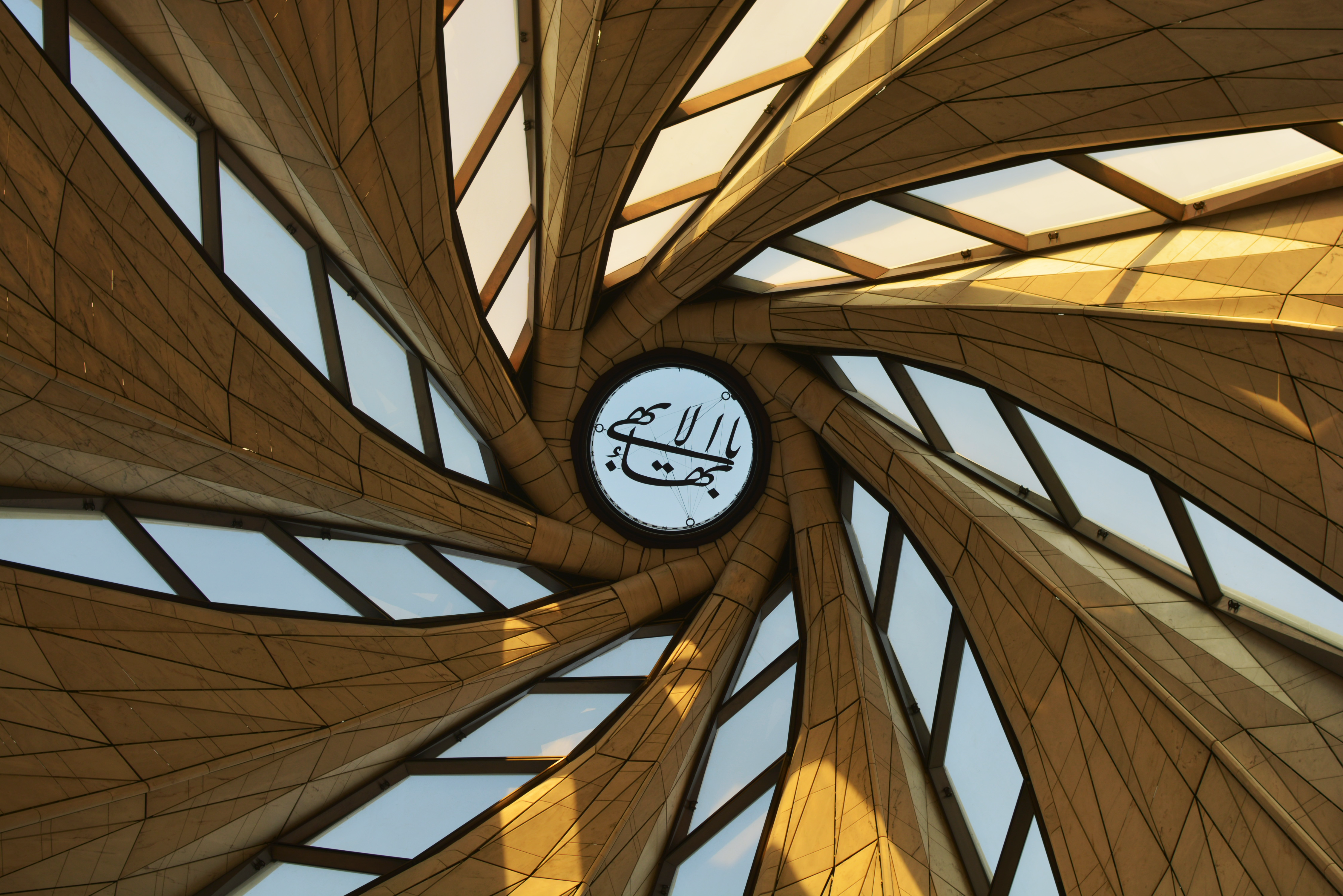
Innenansicht zur Kuppel
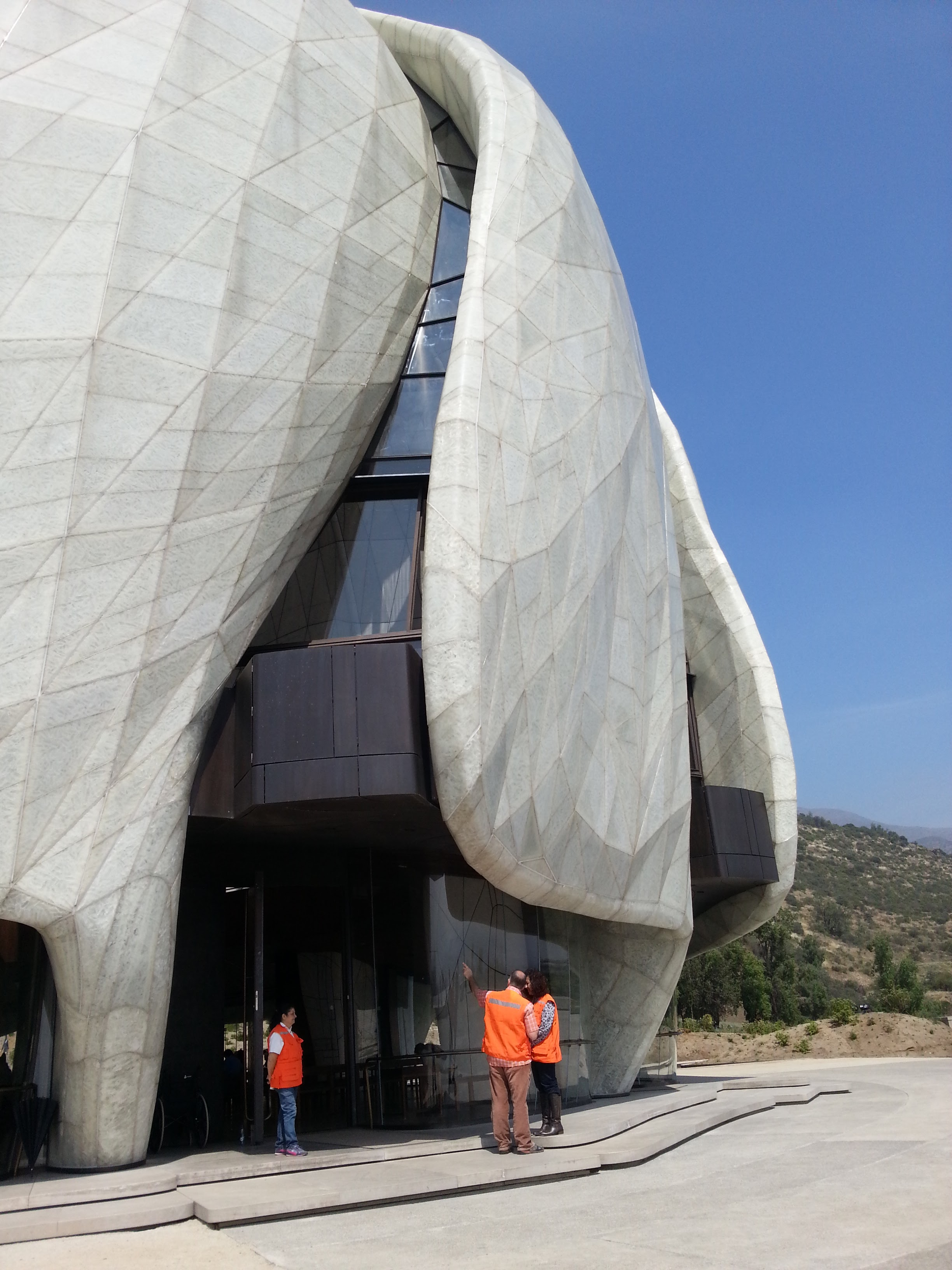
Eine der Zugangstüren
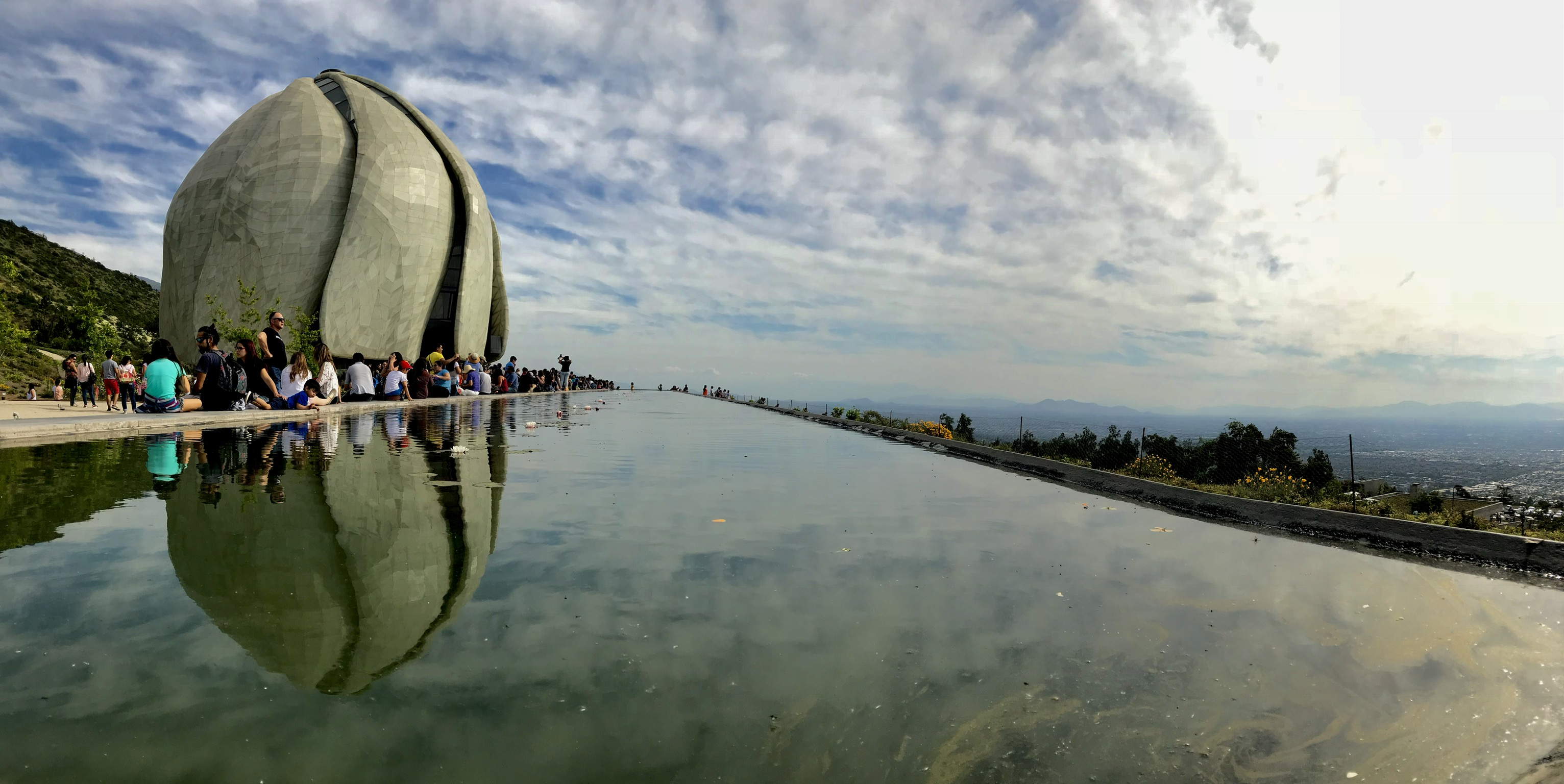
Außenansicht von den reflektierenden Wasserfontänen aus